# MKS Instruments
 (juillet 2021).

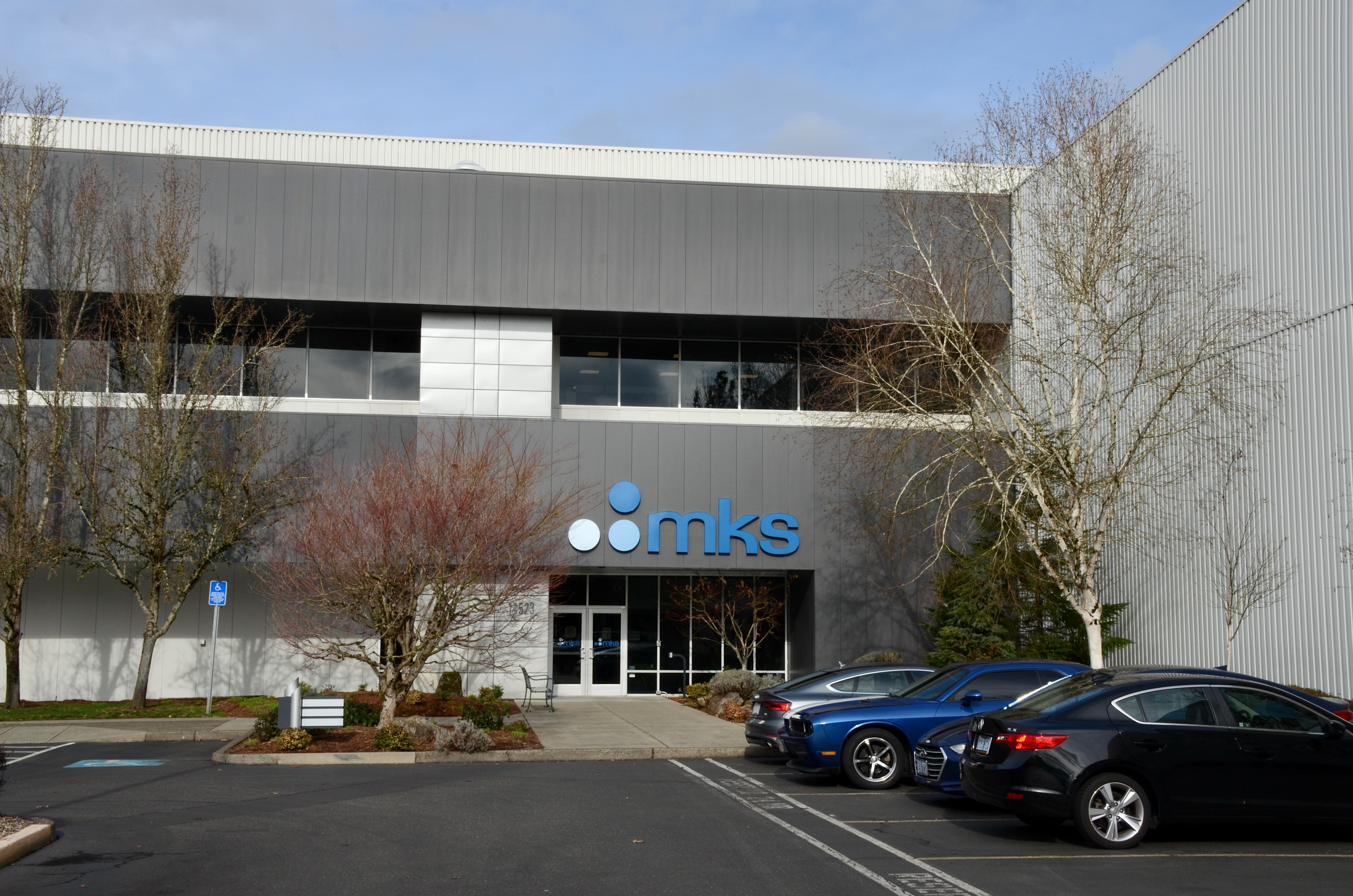

MKS Instruments est une entreprise américaine d'électronique.

## Histoire
En juillet 2021, MKS Instruments annonce l'acquisition d'Atotech pour 5,1 milliards de dollars.